# Atman
Atman, del sánscrito ātman, que literalmente significa "esencia, aliento, o alma".
En la filosofía hindú, especialmente en la escuela vedanta del hinduismo, Ātman es el primer principio, el verdadero yo de un individuo, más allá de la identificación con los fenómenos, la esencia de un individuo. Para alcanzar la liberación (moksha) , uno debe adquirir autoconocimiento (atma jnana), que es darse cuenta de que el verdadero ser (Ātman) es idéntico al yo trascendente Brahman.
Igualmente en el Rig-veda y las Upanishád se suele utilizar para hacer referencia al atmán  el término yivátma, (alma viva) (siendo jīvá: ‘vida, vivo’ y atmán: ‘alma’).
Si bien en occidente se considera un "sinónimo" o "equivalente" del alma; el concepto del Atman es más profundo y complejo al describir la esencia primordial que está más allá del concepto occidental del alma propiamente tal.

## Etimología y significado
- ātman, en el sistema AITS (alfabeto internacional para la transliteración del sánscrito).
- आत्मन्, en escritura devanagari del sánscrito.
- Pronunciación: /atmán/[1] o /átman/.
- Etimología:[1]
  - an: ‘respirar’
  - at: ‘moverse’
  - vā: ‘soplar’
- Traducción:[1]
  - ‘respiración’, según el Rig-veda (el texto más antiguo de la India, de mediados del II milenio a. C.).
  - ‘alma’, principio de vida y sensación, según el Rig-veda y el Átharva-veda
  - naturaleza, esencia, vida, aliento, corazón, alma, mente.
- Utilización:[1]
  - ātmán dhatte: ‘lo pone en sí mismo’
  - ātmán karoti: ‘hace su propio’
  - ātmanā akarot: lo hizo él mismo’
  - ātmanā viyuj: ‘perder la vida de uno’, según las Leyes de Manu 7.46
  - ātmānaṃ sā hanti: ‘se golpea a sí misma’
  - putram ātmanaḥ spṛṣṭvā nipetatuḥ: ‘ellos dos, habiendo tocado a su hijo, cayeron’, según el Ramaiana 2.64.28.

## Ego y Atman

#### Se puede abordar este concepto dividiendo los estados de conciencia en dos
- Ego: conciencia individual, separada, confrontada (por ejemplo, en el aforismo Isha Upanishad dice: ¨Esta conciencia de vigilia que el Ser Mental acepta como sí mismo y que está organizada alrededor de la sensación de un yo central es el ego¨). Hace posibles las instituciones y la relación técnica con el mundo.

- Atman: posibilidad de trascender el ego mencionado anteriormente y de relativizar toda identidad singular. Esta capacidad hace que el humano nunca coincida plenamente con sus acciones, de tal manera que puede crear nuevas formas de ser.

## Atman y Brahman
Por Brahman se entiende la fuente de todos los seres, lo Absoluto o la sustancia eterna. Del Brahman todo procede, al Brahman todo retorna. En relación con el Brahman, el atman se puede entender como la capacidad que tiene un ego (o atman individualizado) para descubrirse no como parte, sino como Paramatma; es decir idéntico al mismo Brahman (‘’Uno no necesita conocer Brahman o el significado de “Tu eres Eso” (tat tvam asi). Si uno puede reducir la subjetividad, esto en sí mismo ya es una gran bendición. Pero no puedes reducir completamente la subjetividad a menos que conozcas que tu eres la totalidad). Por lo tanto, atman no es sino la capacidad de un sujeto para reconocerse en todo lo que le rodea (en otro apartado del Isha Upanishad encontramos:‘’Esta liberación se efectuará disolviendo el ego en el Ser Divino Manifiesto y experimentando completamente nuestra unidad con todo lo existente y con Aquel que es Dios, Alma y Ser Supremo’’). En la filosofía hindú, el conocimiento para experimentar la coincidencia de Atman y Brahman no es de naturaleza racional o discursiva, sino que es un dato que apenas se insinúa en la conciencia, como un recuerdo lejano. Por eso, en sus tradiciones, los hindúes mencionan que un sabio es capaz de recordar sus reencarnaciones (en Bhagavad Gita, Krishna dice: ‘’¡Oh, Arjuna! Yo he nacido muchas veces y lo mismo tú, Arjuna. Pero Yo recuerdo todas mis vidas pasadas, mientras que tú las has olvidado’’).

## La reencarnación del individuo
En el hinduismo y principalmente en la tradición del Advaita Vedanta, no es el Atman propiamente tal la que reencarna; sino que es el cuerpo sutil que "envuelve" el atman (conocido como sukshma sharira), la que cambia de cuerpo físico (sthula sharira) al momento de la muerte del individuo.

## Las coberturas del atman

### Las coberturas del atman en el hinduismo
Según el Vedānta, la esencia espiritual humana (Ātman) se "reviste" de cinco capas o  envolturas llamadas Kosha:
1. Annamaya kosha, capa alimenticia (Anna)
2. Pranamaya kosha, capa energética (Prana)
3. Manomaya kosha, capa mental (Manas)
4. Vijñānamaya kosha, capa discerniente (Vijnana)
5. Anandamaya kosha, capa dichosa (Ananda)

Así para el Vedanta cuando el individuo se identifica con los Kosha (al caer en la ilusión de maia a través de las gunas), sin reconocer que somos realmente el Atman, es lo que nos llevaría al sufrimiento.
En cuanto a la práctica de yoga, y a raíz de la filosofía hindú, los Kosha son usados como una escalera que va desde lo más exterior del ser, hasta lo más profundo. Es decir, como una profundización hacia el estado de consciencia y claridad mental que empieza en la práctica del cuerpo físico.

### Las coberturas del atman en el esoterismo
En la teosofía, según las doctrinas esotéricas de Helena Blavatsky (1831-1891), el atman está cubierta por seis capas de materia, que le sirven como vehículos en el mundo manifestado:

#### Tríada superior (individualidad)
1) ātma
2) budhi (inteligencia)
3) manas (mente)

#### Personalidad (cuaternario inferior)
4) kāma-manas  (la mente unida al cuerpo de deseos)
5) cuerpo astral, doble etérico o liṅga śarīra
6) praná (vitalidad)
7) cuerpo físico.